# Calixte Vandevelde
Calixte Vandevelde (1922-2013) est un résistant belge et employé de la Régie des Télégraphes et Téléphones (RTT). Il est reconnu pour avoir sauvé plusieurs objets du camp de rassemblement SS de la caserne Dossin à Malines à la fin de la Seconde Guerre mondiale, contribuant à la préservation de l’histoire de le persécution des Juifs et des déportés.

## Biographie

### Jeunesse et engagement dans la résistance
Calixte Vandevelde naît en 1922 à Hoeleden, dans une famille d'agriculteurs de onze enfants. En avril 1941, il rejoint la résistance belge, devenant membre du Mouvement national royaliste (MNR) – Nationale Koninklijke Beweging (NKB). Ses actions incluent l’incendie de champs de colza destinés à la production allemande et la distribution clandestine de journaux et tracts. En 1942, son frère Emile est engagé comme soudeur à la RTT, où Calixte obtient également un poste,.

### Réquisition par l'occupant allemand
Après son embauche, Calixte est réquisitionné par le "Dienst 875", responsable de l’entretien des lignes de communication allemandes. Cette position lui permet d’accéder à des bâtiments contrôlés par les nazis, qu’il utilise à des fins de résistance.
En mai 1943, il est arrêté avec Jozef Denruyter et Georges Lambrechts. Transféré à la Nebenstelle de Tirlemont sous la supervision de Robert Verbelen, il parvient à s’évader d’un camion de transport avec René Cauwberghs. Ses camarades seront ultérieurement exécutés.

### Retour à la RTT et sauvetage d'objets à la caserne Dossin
En septembre 1944, après la libération de la Belgique, Calixte reprend son travail à la RTT, chargée de restaurer les infrastructures de télécommunication. Envoyé avec son frère à la caserne Dossin, il découvre des vestiges du camp de déportation : chaussures de l’atelier de cuir, paravent de fouille, et effets personnels des détenus. Vandevelde sauve plusieurs dizaines d’objets, qu’il conserve durant des décennies.

## Héritage
Calixte Vandevelde meurt en 2013. Son action pour préserver les traces matérielles des persécutions enrichit la mémoire historique de la Shoah en Belgique. Jo Peeters, conservateur de la Maison de la Résistance belgo-française à Tielt-Winge, perpétue l’héritage de la lutte pour la liberté.
En 2023, Jo Peeters, son petit-fils, confie certains des objets récoltés à la caserne au musée Kazerne Dossin. Quatre artefacts liés aux déportés Annie Buchbaum, Hana Tannenbaum, Jaak Brandon et Leon Brener sont exposés pour la première fois.

## Référénces
1. 1 2  Johan Rennotte, « Ces Belges à (re) découvrir : Calixte Vandevelde, un jeune héros de guerre méconnu et passeur de la mémoire de la Shoah », sur RTBF (consulté le 9 janvier 2025)
2. ↑  (nl) Ward Bosmans, « Vader Calixte redde objecten van kampleven in Dossinkazerne, kleinzoon Jo schenkt ze nu aan museum: “Ze zijn opnieuw waar ze thuishoren” », sur nieuwsblad.be, 26 octobre 2023
3. 1 2  (nl) « Calixte Vandevelde », sur Kazerne Dossin Memorial (consulté le 9 janvier 2025)
4. ↑  (en-US) « Objects from the Malerstube in display case », sur Kazerne Dossin, 25 octobre 2024 (consulté le 9 janvier 2025)
5. 1 2  Frédéric Crahay, « La maison de la Résistance franco‑belge 1940‑1945 », Témoigner. Entre histoire et mémoire. Revue pluridisciplinaire de la Fondation Auschwitz, no 135,‎ 10 octobre 2022, p. 5–7 (ISSN 2031-4183, DOI 10.4000/temoigner.11354, lire en ligne, consulté le 9 janvier 2025)
6. ↑  (nl) « Depotgave collectie Calixte Vandevelde », sur Kazerne Dossin, 26 octobre 2023 (consulté le 9 janvier 2025)